# 파리 공항공단
파리 공항공단(프랑스어: Paris Aéroport, 옛 이름은 Aéroports de Paris. 약칭: ADP)은 샤를 드 골 공항, 파리 오를리 공항을 포함한 일드프랑스 지역의 14개 공항을 소유 및 관리, 운영하는 공항 공단이다. 본사는 파리 14구역에 위치해 있다.
1945년 설립 당시에는 공기업의 형태였으나, 2005년 4월 20일을 기해 사기업(société anonyme)으로 민영화하였다. 이 과정에서 외국의 기업들과 상호제휴 및 투자가 가능해졌으며, 이후 2008년에는 스히폴 그룹과 8%의 주식을 상호교환하였다.
ADP 그룹은 매출량에 있어서 세계 제2의 공항 운영 기업이며, 항공우편과 화물 운송에 있어서는 세계 제일이다. ADP Management, ADP Ingénierie, Alyzia와 Hub Télécom 등의 자회사와 함께 세계 55개 국에 걸쳐 공항 및 부대시설의 건설과 서비스 제공, 기반시설 확충에 대한 조언자 역할을 담당하고 있다.
또한 파리 공항공단은 샤를 드 골 공항과 오를리 공항의 지상조업을 담당하는 회사들의 지배권을 쥐고 있다.
산하 그룹에 100%지분을 소유한 ADPi (파리 공항공단 엔지니어링)그룹이 있다. 

## ADP가 관치 및 운영하는 공항

### 공항
- 파리 샤를 드 골 공항
- 파리 오를리 공항
- 파리 르부르제 공항
- 마르사알람 국제공항 (이집트 마르사알람)[3]
- 퀸 알리아 국제공항 (암만)

### 비행장
- 모
- 샤브네
- 생시르레콜
- 셸
- 에탕페
- 쿨로미에
- 투쉬르노블
- 페르사
- 퐁투아즈
- 로니으

### 헬리포트
- 이시레물리노

## 본사
본사는 파리 14구역 라스빠이 대로 291에 위치해 있으며, 2004년 기준으로 300명의 직원이 근무하고 있다.